# كشتيلياش الثالث
كشتيلياش الثالث
وهو ملك كاشي على بابل وهو الملك 15 لسلالة بابل الثالثة والتي حكمت في القرن 15 ق م , أشير إليه في قائمة الملوك الكاشيين إلى أنه شقيق أولام بورياش ووالد أغوم الثالث .